# بدون پشیمانی (فیلم ۲۰۰۶)
بدون پشیمانی (انگلیسی: No Regret؛‏ کره‌ای: 후회하지 않아) فیلم محصول سال ۲۰۰۶ کره جنوبی و نخستین تجربه کارگردانی فیلم بلند توسط لی‌سونگ هی‌ایل و بر پایه فیلم کوتاه قبلی او به نام Good Romance است. بدون پشیمانی همچنین اولین «فیلم واقعی گی کره‌ای» در نظر گرفته می‌شود (هر چند که فیلم‌های قبلی کره‌ای همچون فیلم جاده‌ای که در سال ۲۰۰۲ منتشر شد، به روابط همجنسگرایان مرد می‌پردازد) و اولین فیلم در کره جنوبی به‌شمار می‌آید که توسط کارگردان گی کره‌ای که آشکارسازی کرده است، کارگردانی شده است.

## بازیگران
- لی یونگ هون در نقش لی سو مین
- کیم نام گیل در نقش سونگ جه مین
- کیم جونگ هوا در نقش هیون وو
- جو هیون چول در نقش جونگ ته
- کیم دونگ ووک در نقش گارام
- جونگ سونگ گیل در نقش مادام
- لی سونگ وون در نقش هوان سون
- پارک می هیون در نقش مدیر رستوران
- پارک نام هی در نقش منشی
- مین بوک گی در نقش مشتری
- کیم هوا یونگ در نقش مادر جه مین
- لی سونگ چول در نقش پدر جه مین

## انتشار
بدون پشیمانی در ۱۶ نوامبر ۲۰۰۶ در کره جنوبی منتشر شد و در کل تعداد ۴۳٬۲۶۵ بلیت فروخت و به پرفروش‌ترین فیلم مستقل کره‌ای در باکس‌آفیس تبدیل شد. این فیلم به ویژه بین زنان جوان محبوبیت داشت و برخی از آنها ادعا کردند که بیش از چهل بار آن را دیده‌اند.
این فیلم بعداً در بخش پانوراما در پنجاه و هفتمین جشنواره بین‌المللی فیلم برلین (۸–۱۸ فوریه ۲۰۰۷) به نمایش درآمد و در نهمین جشنواره فیلم آسیایی بارسلونا (۲۷ آوریل – ۶ مه ۲۰۰۷) رقابت کرد.

## بازخورد انتقادی
آدام هارتزل از Koreanfilm.org، بدون پشیمانی را دارای یک «داستان گیرا» دانست و عمق داده شده به شخصیت‌ها را تحسین کرد.
این فیلم دارای امتیاز ۶۳٪ در راتن تومیتوز است.

## جوایز و نامزدی‌ها
جوایز انجمن منتقدان فیلم کره‌ای ۲۰۰۶
- بهترین بازیگر تازه‌کار مرد - لی یونگ هون

جوایز کات کارگردان ۲۰۰۶
- بهترین کارگردان مستقل - لی‌سونگ هی‌ایل

چهل و سومین جوایز هنری بکسانگ
- نامزدی - بهترین بازیگر تازه‌کار مرد - لی یونگ هون